# Ela (re)
Ela (in ebraico אֵלָה) (fl. IX secolo a.C.) è stato un sovrano israelita, quarto re del Regno di Israele.
Salì al trono dopo la morte di suo padre, re Baasa.
Regnò per due anni, fino alla sua morte che sopraggiunse a causa di Zimri, che lo uccise mentre era ubriaco, per ascendere al trono di Israele.